# Secobarbital
O secobarbital (nome comercial: Seconal) é fármaco utilizado em medicamentos sedativos, hipnóticos e anestésicos sob forma do seu sal de sódio. Seus usos terapêuticos incluem tratamento da insônia, sedação pré-operatória e convulsões. Foi sintetizado em 1928 na Alemanha.